# تاج خروسی (سرده)
تاج خروسی (نام علمی: Celosia) نام یک سرده از تیره تاج‌خروسیان است.

## نگارخانه

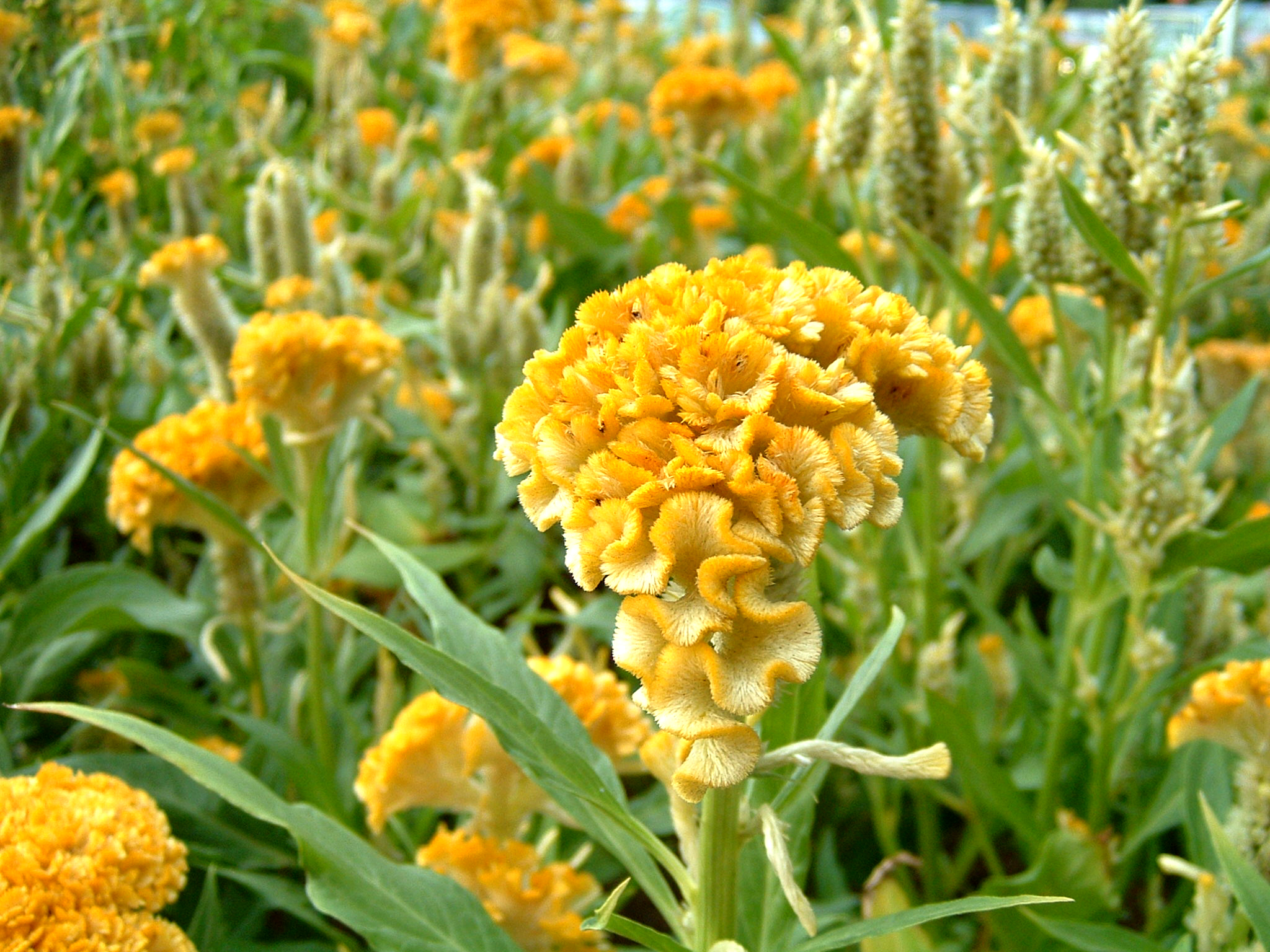
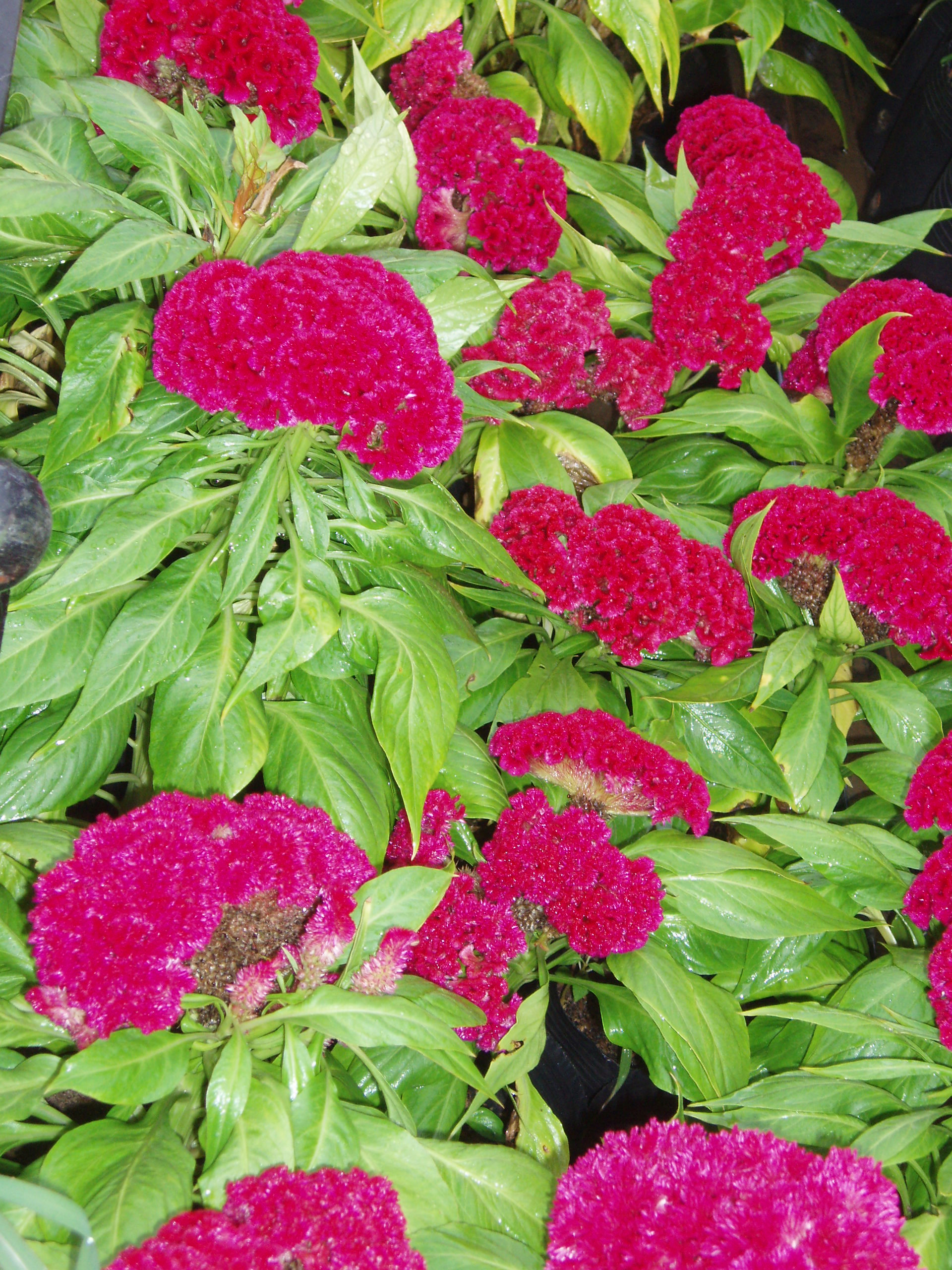
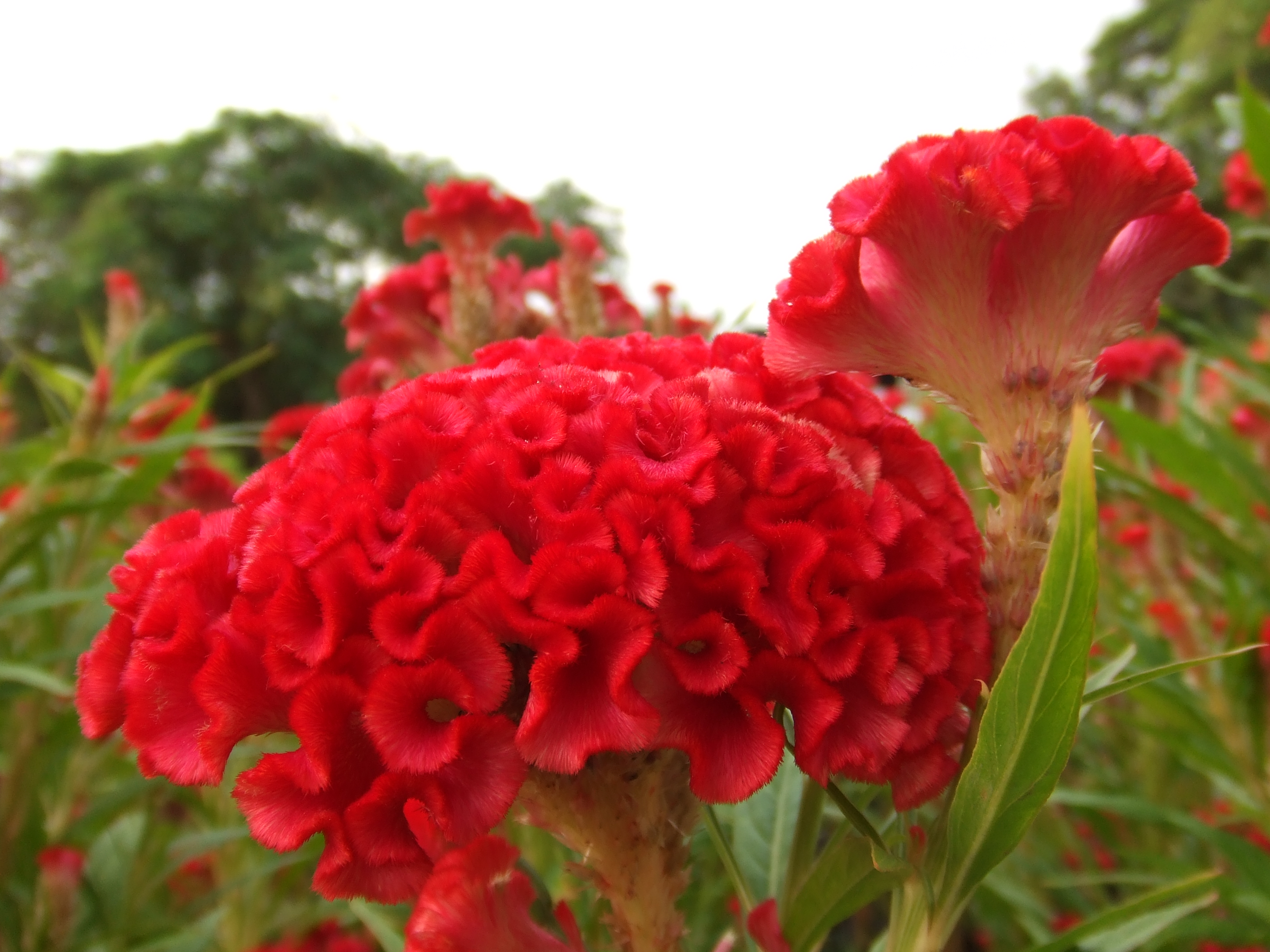
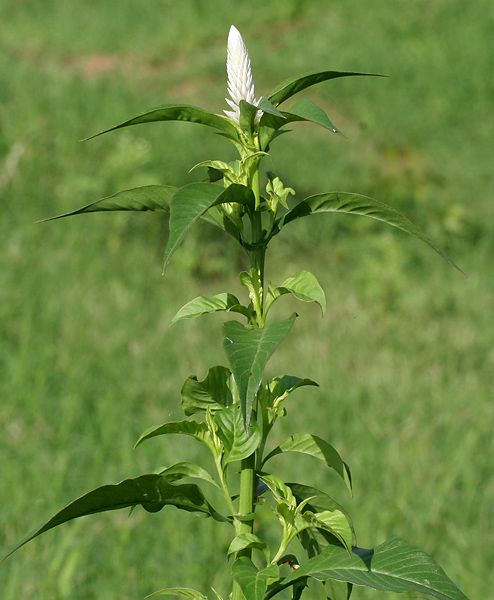
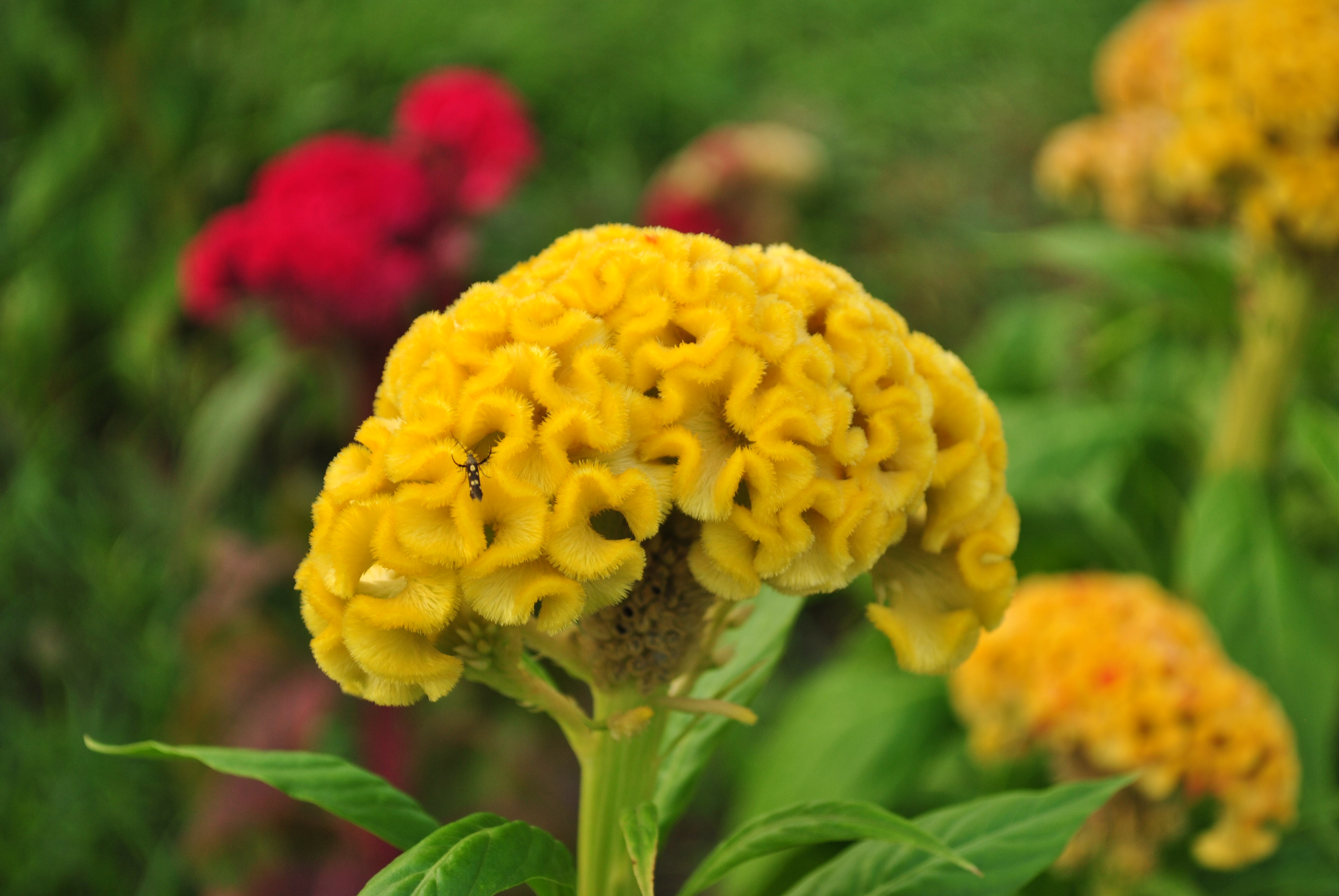
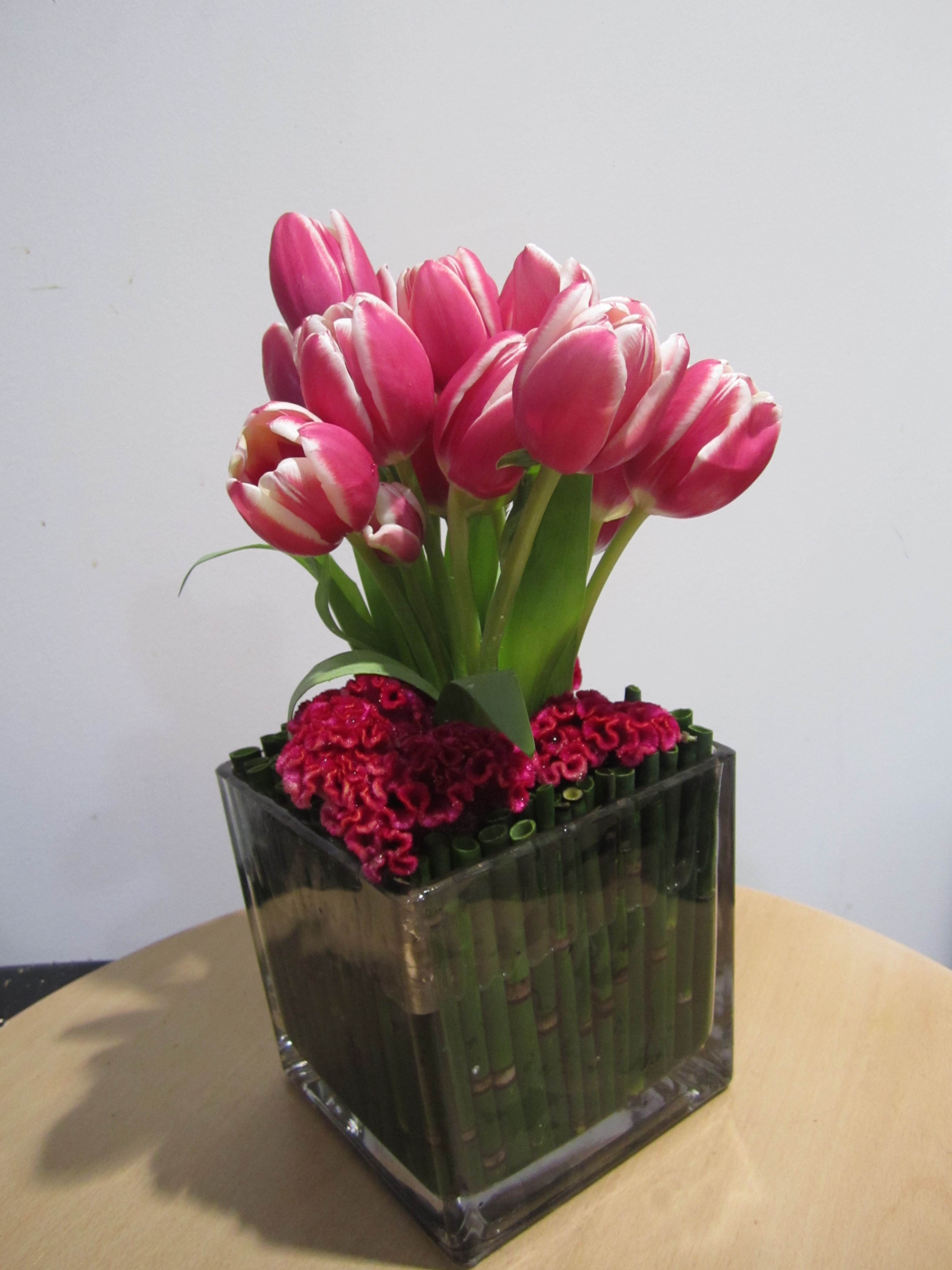
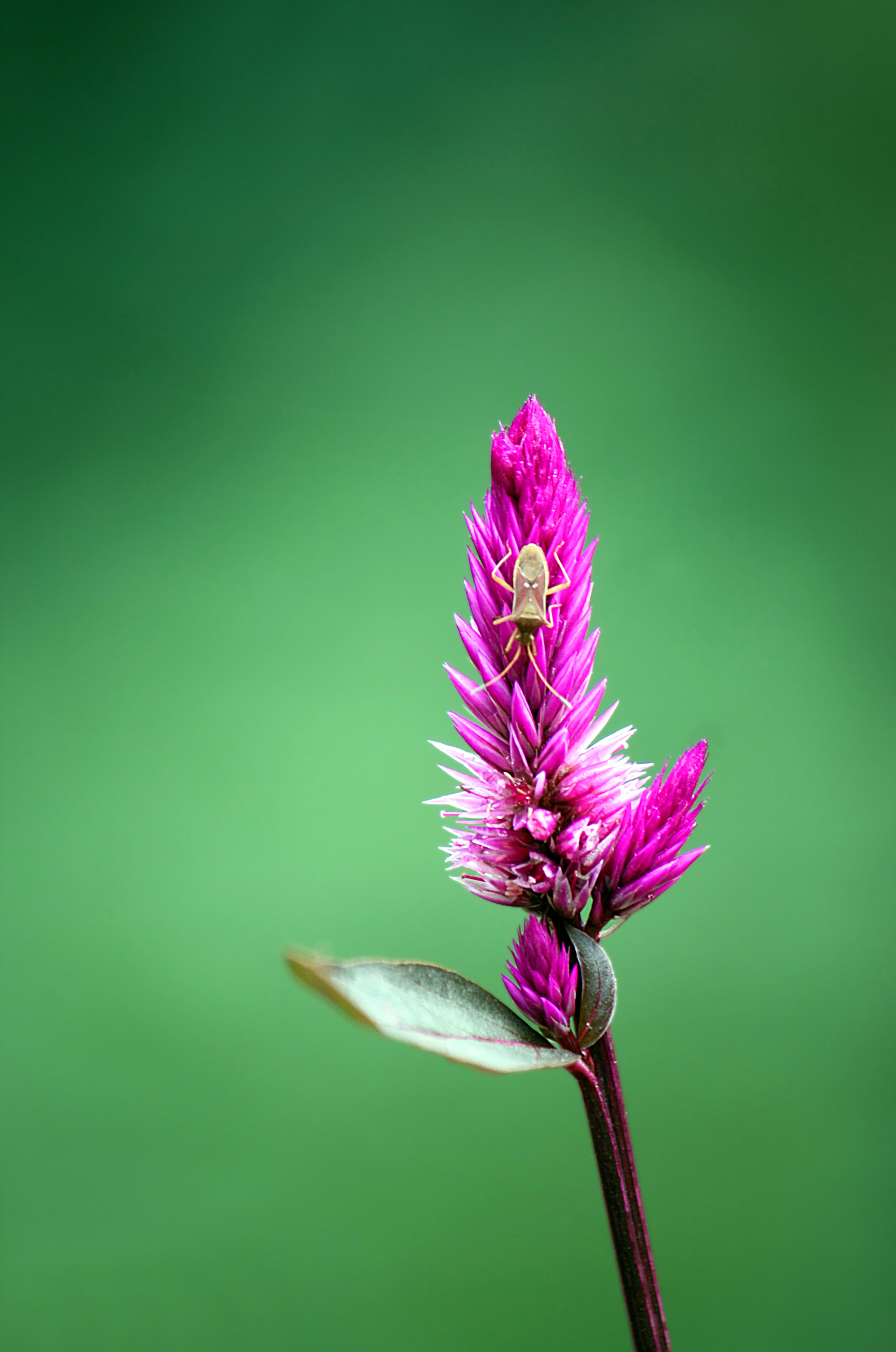